# Franca Helg
Franca Helg (* 21. Februar 1920 in Mailand; † 4. Juni 1989 ebenda) war eine italienische Architektin und Designerin. Sie war eine aktive Protagonistin der Generation von Architekten und Intellektuellen, die sich an dem Wiederaufbau italienischer Städte nach dem Zweiten Weltkrieg beteiligt hatten. Sie wurde posthum als die „Große Dame der Architektur“ (italienisch la gran dama dell’architettura) bezeichnet.

## Biografie

### Studium und Karriere

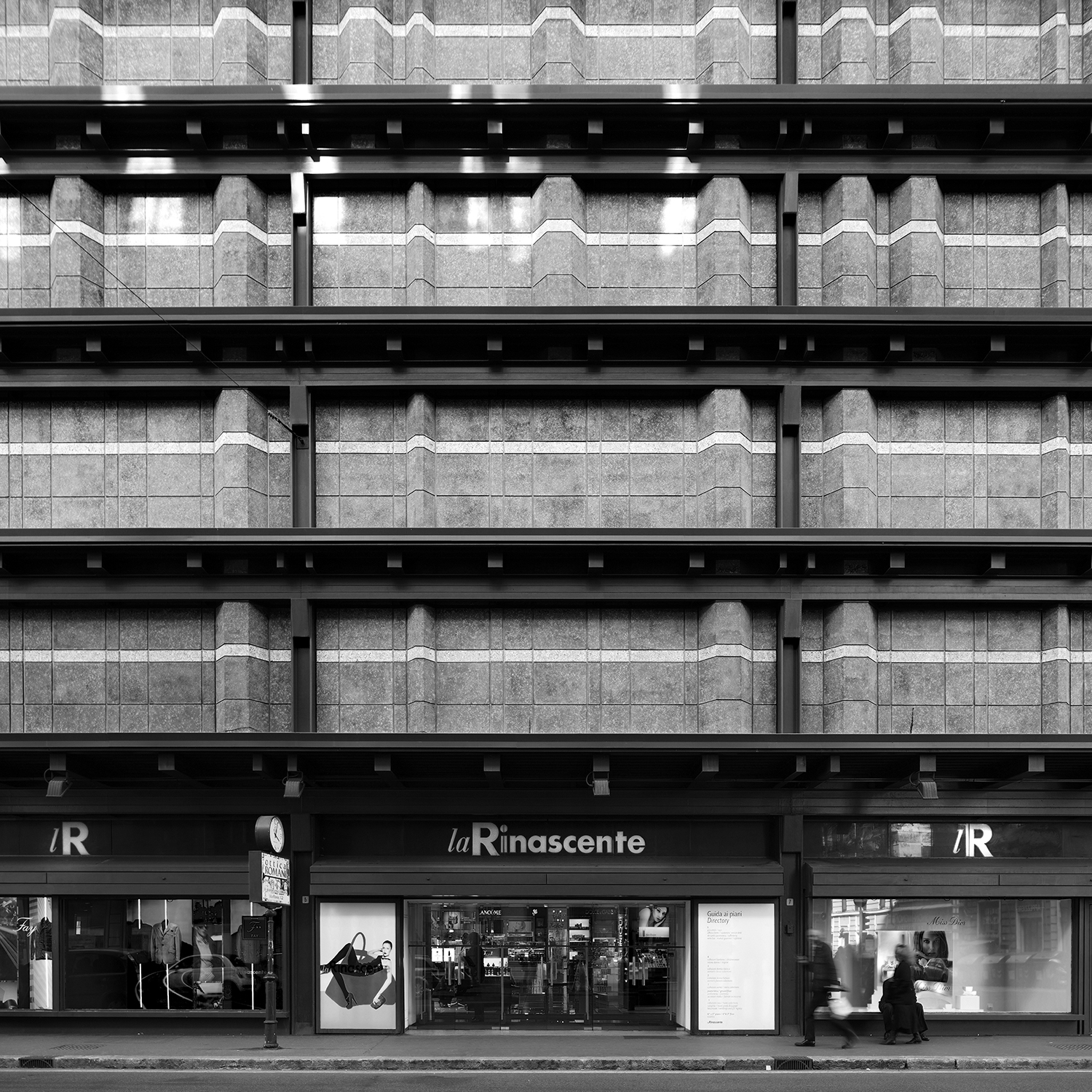
Kaufhaus La Rinascente, Rom, 1957–1960

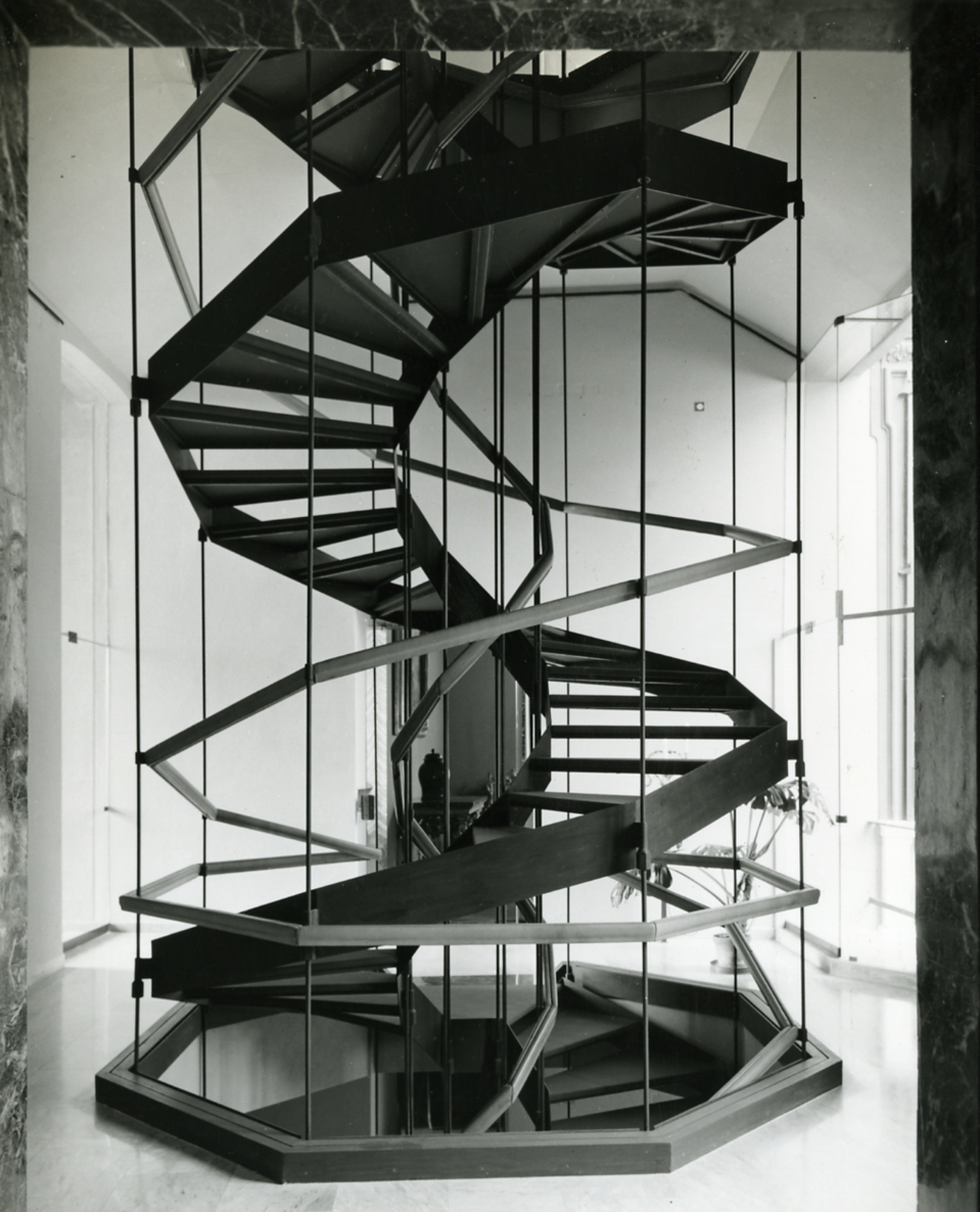
Treppe, Restaurierung des Palazzo Ridolfo e Giovanni Francesco Brignole Sale (Palazzo Rosso), Genua, 1952–1962

Franca Helga wurde 1920 in Mailand geboren, ihr Vater, ein Textilunternehmer, stammte aus der Schweiz und ihre Mutter aus Norddeutschland. 1945 schloss sie ihr Studium der Architektur am Polytechnikum Mailand ab. Die ersten beruflichen Erfahrungen sammelte sie im Büro B.B.P.R. (Gian Luigi Banfi, Lodovico Barbiano di Belgiojoso, Enrico Peressutti, Ernesto Nathan Rogers), bevor sie 1951 die Zusammenarbeit mit Franco Albini, einem der führenden Protagonisten des Rationalismus, begann. Mit Projekten im Bereich der Architektur, der Renovierung und Sanierung historischer Gebäude, der Stadtplanung und des Produktdesigns, arbeiteten sie erfolgreich zusammen. Die beiden Architekten teilten sich das Ziel, handwerkliches Können und detailliertes Design sowohl im Bereich des Produktdesigns, als auch im Bereich der Architektur in Massenproduktionsprozesse zu integrieren.
Einige der bedeutendsten Werke von Albini-Helg sind das Kaufhaus La Rinascente in Rom (1957–1960), das Projekt zur Restaurierung des Palazzo Ridolfo e Giovanni Francesco Brignole Sale (Palazzo Rosso) in Genua (1952–1962), die Thermen Luigi Zoja in Salsomaggiore Terme (1964–1970), die 1986 fertiggestellte Restaurierung des Musei civici di Padova, und die 1979 abgeschlossene Arbeit der Restaurierung und Einrichtung des Museo di Sant’Agostino in Genua.
1964 gewann das Studio Albini-Helg 1964 den italienischen Industriedesignpreis Compasso d’Oro, für die Gestaltung der Untergrundbahnhöfe der U-Bahn-Linie 1 in Mailand, ein Projekt, das als großes Werk des sozialen Designs eingestuft wurde. Das Studio entwarf auch die Museumsräume der Pinacoteca und des ehemaligen Archäologischen Museums des Castello Sforzesco (1972–1980), die später geändert wurden, um den Sicherheitsvorschriften zu entsprechen.
1962 trat Antonio Piva ins Studio ein, gefolgt von Marco Albini (Franco Albinis Sohn), drei Jahre später. Nach dem Tod Franco Albinis 1977, arbeitete Helg weiter mit Marco Albini und Antonio Piva zusammen.

### Produktdesign
Helgs Liebe zum Detail führte dazu, dass sie vor allem Designobjekte im Maßstab 1:1 zeichnete. Unter den vielen Möbelstücken sind insbesondere die aus Binsen und Geflecht bekannt, die sie für Vittorio Bonacina (heute Bonacina 1889) entwarf, ein Tisch für POGGI aus dem Jahr 1956 mit dem Namen TL8, der 2016 auf der neunten Ausgabe der Triennale di Milano: W.Women in Italian Design ausgestellt wurde, und viele andere, die Teil der Geschichte des italienischen Designs und des Sammelns wurden.
Als Designer, die auf neue Technologien und Materialien achteten, produzierten Helg und Albini zusammen Objekte für Brionvega, wie den Orion-Fernseher im Jahr 1963, sowie für Arflex, Arteluce, und POGGI.

### Akademische Laufbahn
Helgs akademische Laufbahn begann 1955 als freiwillige Assistentin und 1959 als außerordentliche Assistentin im Fach Architektonische Komposition bei Lodovico Barbiano di Belgiojoso, zunächst an der Università Iuav di Venezia (IUAV). 1963 wechselte Belgiojoso an das Polytechnikum Mailand, wohin  sie ihm  als Dozentin folgte. 1967 wurde Helg freie Professorin und unterrichtete dasselbe Fach. 1984 erhielt sie eine ordentliche Professur. Im Ausland wurde sie ebenfalls in der akademischen Welt bekannt, und lehrte an den Universitäten München (Deutschland), Cordoba (Argentinien), Cuczo (Peru), Quito (Ecuador), Salvador da Bahia (Brasilien), Bogotà (Kolumbien), Madrid und Barcelona (Spanien).
Helg starb im Jahr 1989 in Mailand, im selben Jahr, in dem sie die Ehrendoktorwürde der Universität Cordoba erhielt. In ihrem hundertsten Geburtsjahr wurde eine Parkanlage in Mailand nach ihr benannt.